# Gonfaron
Gonfaron är en kommun i departementet Var i regionen Provence-Alpes-Côte d'Azur i sydöstra Frankrike. Kommunen ligger i kantonen Besse-sur-Issole som tillhör arrondissementet Brignoles. År 2022 hade Gonfaron 4 349 invånare.

## Befolkningsutveckling
Antalet invånare i kommunen Gonfaron
| Referens: INSEE |